# جان لاویتس
جان لاویتس (به انگلیسی: Jon Lovitz) (زاده ۲۱ ژوئیه ۱۹۵۷) بازیگر، استندآپ کمدین و خواننده آمریکایی است.
از فیلم‌هایی که او در آن نقش داشته است، می‌توان به آقای سرنوشت، دزدهای خرده‌پا، متیلدا و سگ‌دو، همسران استپفورد، اعتیاد به سفید بزرگ، به دام افتاده در بهشت ، ۳۰۰۰ مایل به گریسلند، سه رفیق، لیگ خودشان، من هرگز نمی‌تونم همسر تو باشم، دیکی رابرتس، اسلحه پر ۱، گمشده و پیداشده، نصیحت مفید و نامادریم یک بیگانه است اشاره کرد.